# Crazy Kids
«Crazy Kids» — песня американской певицы Кеши из её второго студийного альбома Warrior. Песня была написана Кешей, will.i.am, Dr. Luke, Benny Blanco и Cirkut, которые также выступили продюсерами трека. Ремикс на композицию, записанный совместно с will.i.am, выпущен в качестве третьего сингла из альбома. Было выпущено несколько дополнительных ремиксов с рэпером Juicy J и с сохедлайнером Кеши по туру «2013 North American Tour» Питбуллем. Альбомная версия трека получила в основном положительные отзывы от критиков, а версия песни с will.i.am., в свою очередь, получила негативные.
Премьера клипа состоялась 28 мая 2013 года на канале MTV, после финального эпизода документального сериала Kesha: My Crazy Beautiful Life.

## Запись и ремиксы
Песня была записана для второго студийного альбома Кеши Warrior. Её запись проходила в июне 2012 года. Will.i.am находился в соседней студии когда Кеша и Dr. Luke работали над «Crazy Kids». Он сразу захотел принять участие в работе над песней. Will.i.am работал над музыкой и написал свою вокальную партию для песни, лейбл решил не включать совместную версию «Crazy Kids» в альбом. Однако, позже версия с will.i.am была выпущена как сингл. В ремикс-версии композиции второй куплет, исполняемый Кешей, заменен на куплет от will.i.am. Сингл вышел на радио 29 апреля и 7 мая, а для цифрового скачивания трек стал доступен 30 апреля 2013 года.
Второй ремикс на песню записан совместно с американским рэпером Pitbull, по той же схеме что и первый.
Третий ремикс, созданный при участии Juicy J, был отправлен на радио и стал доступен для цифровой загрузки 21 мая 2013 года.
Billboard назвал сольную версию «Crazy Kids» грязной и распущенной. Марк Хоган из Spin дал ремиксу негативный отзыв, назвав куплет исполненный will.i.am «дешевым и глупым», но похвалил сольную версию Кеши, добавив, что трек достаточно привлекателен, чтобы не переключать его на следующую песню в трек-листе.
Фанаты, также как и критики, встретили версию композиции, записанную совместно с will.i.am, отрицательно.

## Музыкальное видео
Съемки видео прошли 9 мая 2013 года. Клип был выпущен 28 мая 2013 года.Huffington Post назвал основной образ клипа Кеши в видео (клетчатая рубашка, розовый корсет, джинсовые шорты и розовые чулки) схожим с образом Кристины Агилеры из её видео «Your Body». Также Кеша в клипе носит белые кроссовки на высокой платформе, очки в золотой оправе стилизованные под бамбук и золотые серьги в форме сердца. в социальной сети Twitter, Кеша выложила фотографию с подписью «Просто подождите и узнаете, что делают эти милые байкеры в моем новом видео». На одном из выложенных фото у Кеши на руке символ иллюминатов. Также кот Кеши появился в видео.
В сюжете видео Кеша танцует в комнате с золотыми стенами, а вторая часть сюжета показывает Кешу танцующую с байкерами в чёрном купальнике с золотыми цепями.
Лиза Дарвин из MTV сравнила двух бульдогов рядом с певицей в сцене на диване, с тиграми в клипе «Born To Die» Lana Del Rey.

## Список композиций
- Цифровая загрузка[13]

1. «Crazy Kids» (featuring will.i.am) — 3:49

- Цифровая загрузка[14]

1. «Crazy Kids» (featuring Juicy J) — 3:49

- Промосингл[15]

1. «Crazy Kids» (featuring will.i.am) (Squeaky Clean Radio Edit) — 3:49
2. «Crazy Kids» (featuring will.i.am) (Radio Edit) — 3:49
3. «Crazy Kids» (Album version) — 3:49

- iTunes EP для Германии[16]

1. «Crazy Kids» (featuring will.i.am) — 3:49
2. «Crazy Kids» (featuring Juicy J) — 3:49
3. «Crazy Kids» — 3:50
4. «Crazy Kids» (Instrumental Version) — 3:48
5. «Crazy Kids» (Video) — 3:47

## Релиз
| Страна         | Дата           | Формат                   | Версия          |
| -------------- | -------------- | ------------------------ | --------------- |
| США            | 29 апреля 2013 | Радио                    | will.i.am remix |
| США            | 30 апреля 2013 | Цифровая загрузка        | will.i.am remix |
| США            | 7 мая 2013     | Радио                    | will.i.am remix |
| США            | 21 мая, 2013   | Rhythmic crossover radio | Juicy J Remix   |
| США            | 21 мая, 2013   | Цифровая загрузка        | Juicy J Remix   |
| Великобритания | 7 июля, 2013   | Цифровая загрузка        | Will.i.am       |

## Чарты и сертификация
| Чарт (2013)                                | Лучшая позиция |
| ------------------------------------------ | -------------- |
| Австралия (ARIA)                           | 32             |
| Австрия (Ö3 Austria Top 40)                | 58             |
| Бельгия/Фландрия (Ultratip Bubbling Under) | 5              |
| Бельгия/Валлония (Ultratip Bubbling Under) | 8              |
| Канада (Billboard Canadian Hot 100)        | 47             |
| Германия (GfK)                             | 56             |
| Ирландия (IRMA)                            | 14             |
| Lebanon (Lebanese Top 20)                  | 14             |
| Шотландия (OCC Scotland)                   | 22             |
| Словакия (Rádio — Top 100)                 | 32             |
| South Korea (GAON)                         | 2              |
| UK Singles (Official Charts Company)       | 27             |
| США (Billboard Hot 100)                    | 40             |
| США (Billboard Dance Club Songs)           | 32             |
| США (Billboard Pop Airplay)                | 19             |

| Год  | Чарт                                   | Позиция |
| ---- | -------------------------------------- | ------- |
| 2012 | South Korea (Gaon International Chart) | 198     |
| 2013 | South Korea (Gaon International Chart) | 134     |

| Регион | Сертификация | Продажи   |
| --- | ------------ | --------- |
| Австралия (ARIA) | Платиновый   | 70 000    |
| South Korea (Gaon Chart) | —            | 107 400   |
| США (RIAA) | Платиновый   | 1 000 000 |
| Венесуэла (APFV) | Золотой      | 10 000^   |
| ^ Данные о тиражах приведены только на основе сертификации. · Данные о продажах + прослушиваниях приведены только на основе сертификации. |              |           |